# MARCO
マルコ（1971年6月20日 - ）は、日本のディスクジョッキー。本名、石本 守（いしもと まもる）。
奈良県出身（ただし生まれは和歌山県橋本市）。英語講師　ナレーター。

## 略歴
奈良県立北大和高等学校在学中、留学団体AFS35期生としてアメリカ・コネチカット州に留学。関西外国語大学スペイン語科卒業後にHMVインストアDJを経て、1995年にZIP-FMのDJオーディション「ミュージック・ナビゲーター・コンテスト」で準グランプリとなり、翌年から同局のミュージック・ナビゲーターとなる。（当時所属は、sayという大阪の事務所）
2007年3月29日でZIP-FM退社（2007年7月9日、10日において、東海ラジオが放送している『宮地佑紀生の聞いてみや～ち』のパーソナリティーである宮地が夏休みをとったため、ピンチヒッターとして代役を務めた。尚、久しぶりのラジオ出演であり、AM局は彼自身初である。
2009年4月、FM AICHIのモーニング・グルーブのパーソナリティを担当している。
古巣ZIP-FMのライバル局であるFM AICHIでの復帰だったためか、パーソナリティ名MARCO石本と改名して登場している。
現在は名前をMARCOとし、経済番組やドキュメンタリーのナレーターとして活動。

## 現在の担当番組
エフエム愛知
野田塾 presents ENGLISH A GO GO （土曜 12:55 - 13:00）
ビジネスホテル客室テレビ 
おもチャンネル　ストロングポイント

## 過去の担当番組
- 文化放送　UK発！オルタナ組

ZIP-FM
- ZIP POWER MIX
- ZIP EVENING ZOO
- ZIP SUNSHINE GROOVE
- ZIP DANCETERIA
- SATURDAY GO AROUND
- GROOVE NIGHT

東海テレビ放送
- On・On・On

中部日本放送　　
- グルメなべ八!

FM AICHI・@FM
- SUNSHINE SAKAE presents RADIO SPLASH（SKE48との出演・2011年3月からで石本は卒業）
- モーニング・グルーブ（月曜-金曜6:00 - 8:55）
- マジカル・サーフィン（月曜-木曜18:00 - 21:00）
- ラジマルフライデイ（金曜11:30 - 14:55）2011年4月～2014年3月
- ラジマル!!（月〜木9:00-11:00、金9:00-10:45） 2014年4月～2015年3月
- Radio Freaks（木曜 13:00 - 16:00 2015年4月2日 - 2017年3月）
- Praise＠Beautiful（土曜12:00 - 12:30 2013年4月 ‐ 2018年3月）
- TOP PRESENTS 杉ちゃんのホールインワン! （土曜18:00 - 18:30 2015年4月4日 - 2019年3月）

## エピソード
- どうやってDJになればいいのかわからず、門をたたいた事務所が、SAYという事務所であった。はじめは、所属を断られたこともあるという。